# عائشة زاهر الزبيدي
عائشة زاهر أحمد الزبيدي، إحدى أبرز الروائيات والقاصات في المملكة العربية السعودية.

## تعليمها
- حاصلة على دبلوم الكلية المتوسطة في تخصص رياض الأطفال عام 1412هـ/1992م.
- حاصلة على الشهادة الجامعية في العلوم الإدارية عام 1414هـ/1994م.[1]

## وظائفها واهتماماتها
- مشرفة تربوية في تعليم البنات في جدة.
- رئيسة لجنة التخطيط التربوي بإدراة رياض رياض الأطفال بتعليم البنات في جدة.
- عضو نادي جدة الأدبي بين عامي 1416-1420هـ.
- كاتبة في المجال التربوي (تعليم الأطفال).
- مؤلفة في أدب الطفل.[2]

## مؤلفاتها
- بسمة من بحيرات الدموع (رواية).
- أصحابي (سلسلة كتاب طفل الروضة).[2]